# Aricia caeca
Aricia caeca är en fjärilsart som beskrevs av Blachier 1912. Aricia caeca ingår i släktet Aricia och familjen juvelvingar. Inga underarter finns listade i Catalogue of Life.